# Unité urbaine de Mouy
L'unité urbaine de Mouy est une unité urbaine française centrée sur les communes de Bury et Mouy, dans le département de l'Oise, en région Hauts-de-France.

## Données générales
Dans le zonage réalisé par l'Insee en 2010, l'unité urbaine était composée de quatre communes.
Dans le nouveau zonage réalisé en 2020, elle est composée des quatre mêmes communes. 
En 2022, avec 10 983 habitants, elle représente la 11e unité urbaine du département de l'Oise.
En 2022, sa densité de population s'élève à 294 hab/km2. Par sa superficie, elle représente 0,64 % du territoire départemental et, par sa population, elle regroupe 1,32 % de la population du département de l'Oise.

## Composition 2020 de l'unité urbaine
Elle est composée des quatre communes suivantes :
| Nom                 | Code Insee | Département | Statut       | Superficie (km2) | Population (dernière pop. légale) | Densité (hab./km2) | Modifier                                    |
| ------------------- | ---------- | ----------- | ------------ | ---------------- | --------------------------------- | ------------------ | ------------------------------------------- |
| Bury                | 60116      | Oise        | ville-centre | 17,05            | 2 876 (2022)                      | 169                | modifier les données · modifier les données |
| Mouy                | 60439      | Oise        | ville-centre | 9,87             | 5 339 (2022)                      | 541                | modifier les données · modifier les données |
| Angy                | 60015      | Oise        | banlieue     | 3,60             | 1 129 (2022)                      | 314                | modifier les données · modifier les données |
| Balagny-sur-Thérain | 60044      | Oise        | banlieue     | 6,80             | 1 639 (2022)                      | 241                | modifier les données · modifier les données |

## Évolution démographique
| 1968  | 1975  | 1982  | 1990   | 1999   | 2010   | 2015   | 2022   |
| ----- | ----- | ----- | ------ | ------ | ------ | ------ | ------ |
| 8 439 | 9 610 | 9 792 | 10 496 | 10 823 | 10 831 | 11 152 | 10 983 |

#### Données générales
- Unité urbaine en France
- Aire d'attraction d'une ville
- Liste des unités urbaines de France

#### Données démographiques en rapport avec l'unité urbaine de Mouy
- Aire d'attraction de Paris
- Arrondissement de Clermont
- Arrondissement de Senlis

#### Données démographiques en rapport avec l'Oise
- Démographie de l'Oise